# Cercina phillipsi
Cercina phillipsi är en insektsart som beskrevs av Henry, G.M. 1933. Cercina phillipsi ingår i släktet Cercina och familjen gräshoppor. Inga underarter finns listade i Catalogue of Life.